# Гергентала
Гергентала (авар. Герге́нтала) — село в Буйнакском районе Дагестана. Входит в состав сельского поселения Манасаульский сельсовет.

## Географическое положение
Расположен в 11 км к юго-западу от районного центра города Буйнакск.

## История
Ликвидировано в 1944 году, все население переселено в село Гергентала (Айти-Мохк) Андалалского района. Восстановлено 1957 году в связи с возвращением жителей.

## Население
| 1926 | 1939 | 1970 | 1989 | 2002 | 2010 | 2021 |
| ---- | ---- | ---- | ---- | ---- | ---- | ---- |
| 54   | ↗160 | ↘138 | ↘37  | ↗77  | ↘27  | ↗52  |